# Isabell Ristow

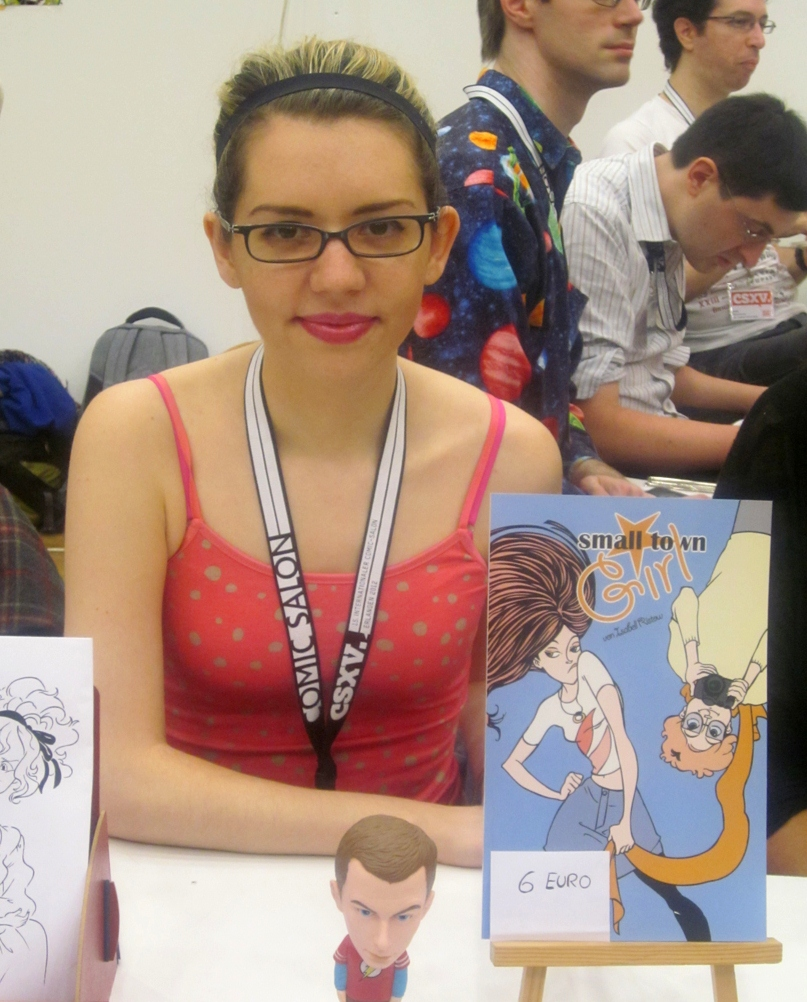
Isabell Ristow auf dem Comic Salon Erlangen 2012

Isabell „Isa“ Ristow (* 1986 in Worms) ist eine deutsche Comiczeichnerin und Illustratorin.
Sie studierte Kommunikationsdesign an der FH Mainz. 2008 erschien ihre Kurzgeschichte „A Cucumber Quest“ in der Manga-Anthologie Kappa Maki beim Verlag Schwarzer Turm. 2009 folgte „Zu Gast bei einer Toten“ in Paper Theatre beim selben Verlag.
2010 erschien in wöchentlichen Strips ihr Webcomic The Aucklanders. 2011 veröffentlichte sie ihren ersten Einzelband Small Town Girl. Im gleichen Jahr startete ihr zweiter Webcomic Wilken's Rose auf Animexx.de und Smackjeeves.com.

## Veröffentlichungen
- A Cucumber Quest (2008, in Kappa Maki Vol.2, Schwarzer Turm)
- Zu Gast bei einer Toten (2009, in Paper Theatre Vol.7, Schwarzer Turm)
- The Aucklanders (2010, Webcomic)
- Small Town Girl (2011, Eigenverlag)
- Wasser ist böse! (2012, in JAZAM! Vol. 7)
- Der Junge mit dem blauen Schal (2012, Webcomic[7])
- Wilken’s Rose (2011–2013, Webcomic, Eigenverlag[8])
- Marlena Meets Sosimus (2018–, Webcomic[9])